# Тропічні хвороби

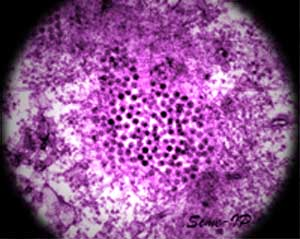
Вірус гарячки Західного Нілу, типової тропічної хвороби, яка реалізувала тенденцію поширюватися і в північніші регіони.

Тропічні хвороби — група різноманітних хвороб, більшість якої складають інфекційні захворювання, які переважають в тропічних та субтропічних районах або зустрічаються лише там.

## Особливості тропічних хвороб
Ці хвороби часто є рідкісними в районах з помірним кліматом, перш за все через наявність холодного сезону, який обмежує їх поширення. У тропіках, як і у помірному кліматі, деякі респіраторні захворювання, хвороби, що передаються статевим шляхом, мають велике значення. Зрозуміло, що в тропічних регіонах такі хвороби передають більш інтенсивно. Зокрема, кір передавається значно інтенсивніше через те, що вірус кору здатний тривалий час виживати у повітрі в умовах високої температури навколишнього середовища, аніж у помірних широтах, де вірус швидко гине у холодну пору року. Теж саме стосується й менігококової інфекції. Багато кишкових інфекцій в тропічних регіонах поширюються через заражену воду та продукти харчування, тому що якісна чиста вода і належні санітарні умови часто недоступні у країнах, що розвиваються. Крім того, деякі тропічні хвороби передаються через кров за допомогою переносника. Комахи, такі як комарі і мухи є найчастішими векторами (переносниками) багатьох цих арбовірусних захворювань. Часто збудники тропічних інфекцій повинні пройти важливі етапи розвитку всередині вектора, перш ніж вони завершують свій життєвий цикл і знову стати заразними для людини.. 
Приклади тропічних інфекційних хвороб:
- Малярія
- Жовта гарячка
- Хвороба, яку спричинює вірус Ебола
- Хвороба, яку спричинює вірус Марбург
- Гарячка Ласса
- Гарячка Рифт Валлі
- Гарячка Західного Нілу

Багато цих хвороб (зокрема, жовта гарячка, хвороба, яку спричинює вірус Ебола, хвороба, яку спричинює вірус Марбург, гарячка Ласса, гарячка Рифт Валлі, гарячка Західного Нілу) відносять до тих, які виявили здатність чинити серйозний вплив на здоров'я населення і можуть швидко поширюватися в міжнародних масштабах та увійшли до переліку подій, які можуть являти надзвичайну ситуацію в галузі охорони здоров'я й потрапляють під регуляцію сучасними Міжнародними медико-санітарними правилами (ММСП) 2005 р.

## Забуті тропічні інфекції
Також ВООЗ виділяє групу «забутих тропічних хвороб» (англ. neglected tropical diseases ((NTDs)). Це група різноманітних тропічних інфекцій, які особливо поширені в популяціях з низьким рівнем доходів в регіонах, що розвиваються — в Африці, Азії, Центральній та Південній Америці. Їх спричинюють різні патогенні мікроорганізми: віруси, бактерії, найпростіші та гельмінти. Різні медичні установи і організації визначають набір цих захворювань по-різному. Вважають, що в Африці на південь від Сахари, тягар цих захворювань зіставимий з таким від малярії і туберкульозу.
ВООЗ до «забутих тропічних хвороб» відносить:
- Протозойні (хвороби, які спричинюють найпростіші):

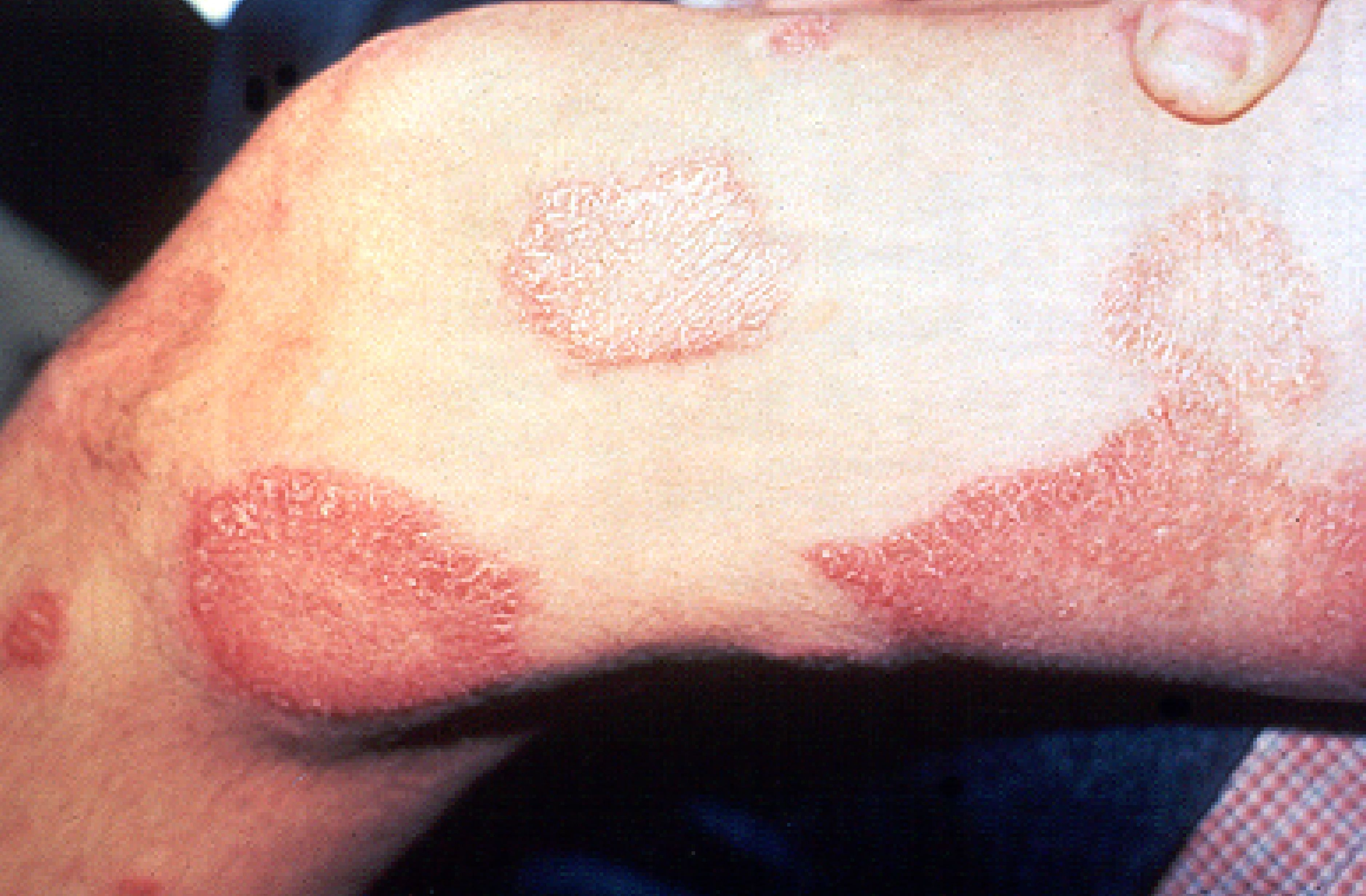
Шкірні зміни при лепрі.

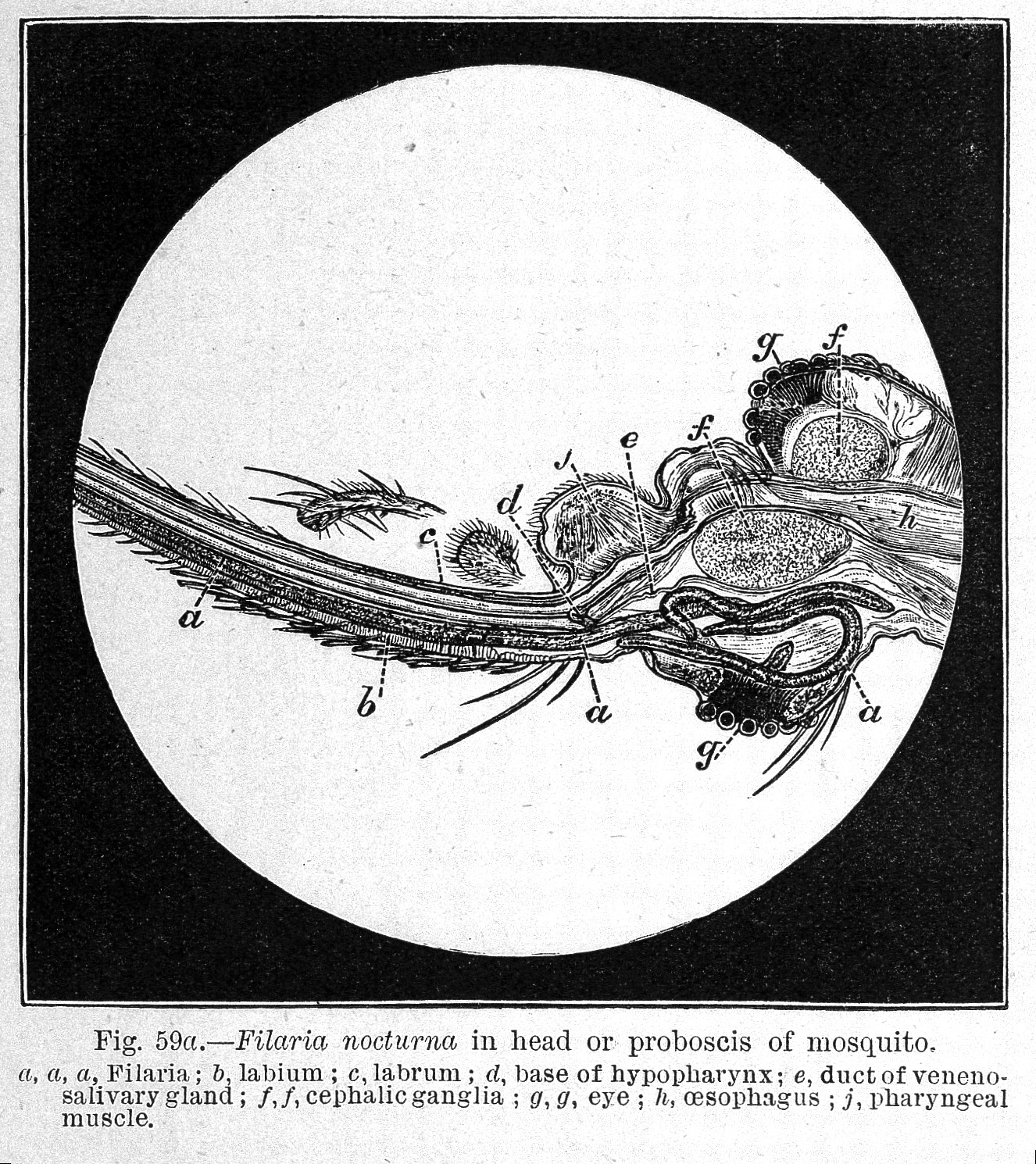
Нічні філярії у голові москіта (означені літерою «a»).

Сонна хвороба,
Хвороба Шагаса[4],
Лейшманіози.

- Бактерійні:
Виразка Бурулі,
Лепра,
Трахома,
Фрамбезія (англ. Yaws).

- Гельмінтози:
Теніоз та цистицеркоз,
Дракункульоз (хвороба рішти),
Ехінококоз,
Породжені їжею трематодози (англ. Foodborne trematode infections),
Філяріїдози, зокрема, онхоцеркоз  або англ. river blindness — річкова сліпота,
Шистосомози,
Геогельмінтози.
- Вірусні:
Гарячка денге,
Чікунгунья,
Сказ

## Неінфекційні тропічні хвороби

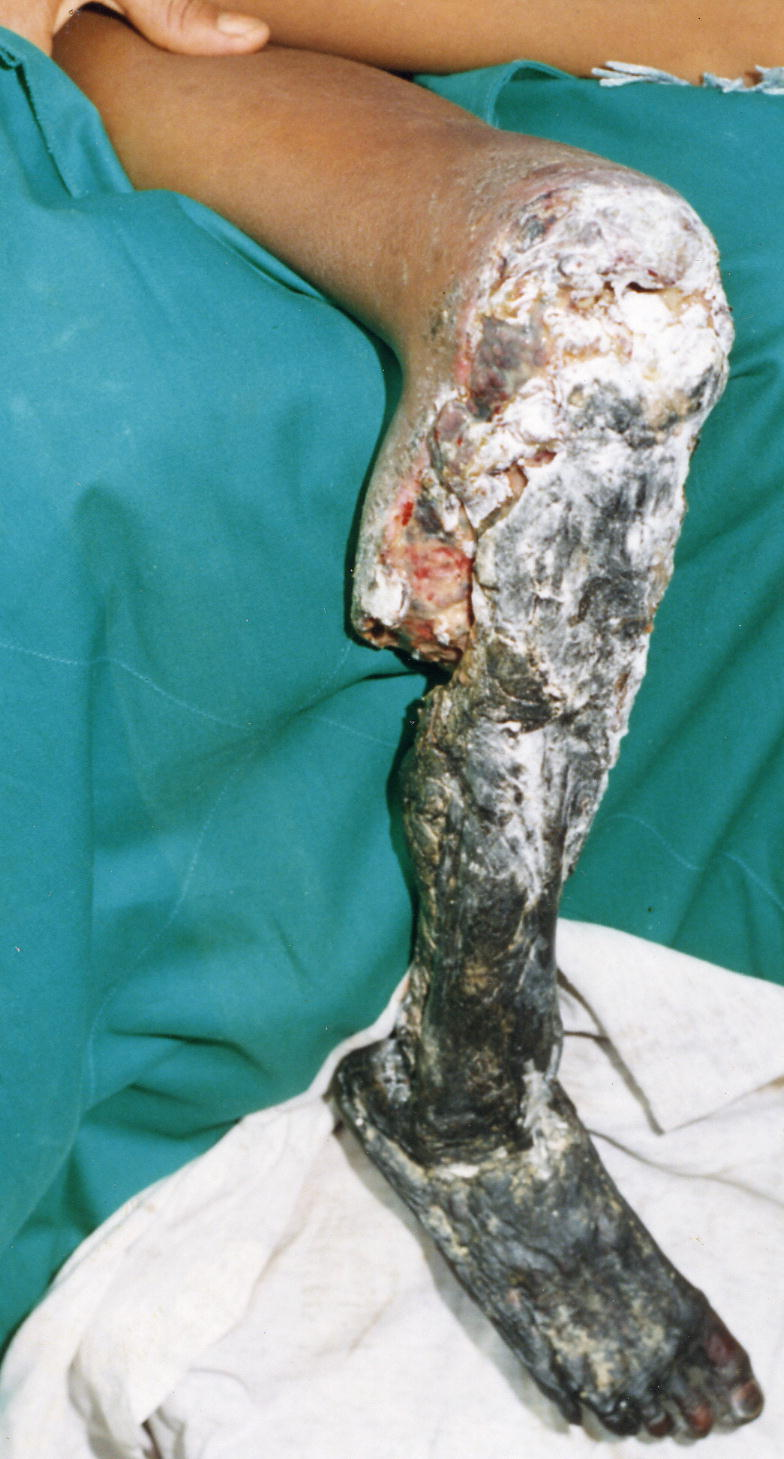
Глибокий некроз кінцівки після укусу змії Bothrops asper в Еквадорі.

Разом з тим до тропічних хвороб потрібно включати й ті неінфекційні захворювання, що зустрічаються лише у тропічних та субтропічних регіонах — укуси тропічних тварин і системні ураження внаслідок цього, отруєння тропічними рослинами тощо.